# Dieter Helmut Stolz
Dieter Helmut Stolz (* 20. September 1916 in Karlsruhe; † 17. November 1999 in Salem-Neufrach) war ein deutscher Germanist und Kulturreferent.

## Leben
Stolz wurde als Sohn des Hauptschriftleiters Ernst Stolz und seiner Gattin Elisabeth geboren und studierte in Freiburg i. Br. und München Germanistik, Geschichte, Kunst- und Theaterwissenschaft. 1942 wurde er an der Universität München bei Hans-Heinrich Borcherdt mit einer Untersuchung über Rudolf G. Binding und seine Lyrik promoviert. Später schrieb er für die NDB den Artikel über Rudolf G. Binding. Nach kurzen Berufsjahren in München als Assistent am Institut für Theatergeschichte kam er Anfang 1944 an den Bodensee, wo er zunächst als Lehrer in Salem, später als Journalist wirkte. Von 1959 bis 1966 war er Kulturreferent von Überlingen. Bei der Verleihung des Bodensee-Literaturpreises an Jacob Picard hielt er die Laudatio. Er gehörte dem Vorstand des Vereins für Geschichte des Bodensees und seiner Umgebung an. Von 1966 bis 1978 war er Kulturreferent von Lüdenscheid. 1978 zog er wieder an den Bodensee nach Unteruhldingen. In Überlingen arbeitete er mit Siegfried Lauterwasser zusammen.

## Schriften
- Rudolf G. Binding und seine Lyrik. Schloss Birkeneck 1942 (= Dissertation).
- Überlingen. Ein Fotobuch. Lindau 1952.
- Binding, Rudolf Georg. In: Neue Deutsche Biographie (NDB). Band 2, Duncker & Humblot, Berlin 1955, ISBN 3-428-00183-4, S. 245 f. (Digitalisat).
- Handschriften der Überlinger Leopold-Sophien-Bibliothek. In: Bodensee-Hefte 11, 1960, 213–217.
- 500 Jahre Reichlin-Meldeggsches Patrizierhaus in Überlingen, in: Schriften des Vereins für Geschichte des Bodensees und seiner Umgebung, 80. Jg. 1962, S. 40–51
- Illustrierte Kräuter- und Medizinbücher des 15.-17. Jahrhunderts. Handschriften und Druckwerke aus dem Besitz der Leopold-Sophien Bibliothek Überlingen. Sonderausstellg Mai/Juni 1964. Überlingen 1964
- Lüdenscheid. Die 700-jährige Bergstadt im Sauerland. Lüdenscheid 1965.
- Überlinger Inkunabelkatalog. Katalog der Inkunabeln der Leopold-Sophien-Bibliothek Überlingen. Konstanz 1966 (Nachdruck Allensbach 1970)
- Geliebtes Überlingen. Ein Gang durch Geschichte und Kultur der Stadt am Bodensee. Allensbach 1971. 2. Auflage Konstanz 1981.